# Fusinus dimitrii
Fusinus dimitrii is een slakkensoort uit de familie van de Fasciolariidae. De wetenschappelijke naam van de soort is voor het eerst geldig gepubliceerd in 2007 door Buzzurro & Ovalis in Buzzurro & Russo.